# Subdivisions de la Moldavie
| Les subdivisions administratives de la république de Moldavie, comprenant : 1. cinq régions dont deux autonomes en italiques : Nord, Centre, Sud, Transnistrie et Gagaouzie ; 2. quarante arrondissements (officiellement raion, traditionnellement ocol) ; 3. cinq municipalités : Bălți, Chișinău, Comrat, Tighina-Bender et Tiraspol. La légende détaille la Région autonome de la rive gauche du Dniestr (Unitatea teritorială autonomă din stînga Nistrului, en nuances vertes) et la Gagaouzie (vert clair, au sud), ainsi que les limites des régions (grisé flou) |

L'expression subdivisions de la Moldavie peut désigner :
- soit les divisions historiques de la région historique de Moldavie ;
- soit les subdivisions administratives de la république de Moldavie, objet de cet article. Ces dernières sont les entités administratives, de statuts divers, composant cet État de jure (de droit, tel que reconnu par la communauté internationale et le parlement) ou de facto (de fait, telle que la situation est sur le terrain). Elles ont été mises en place en plusieurs étapes et s'organisent selon plusieurs échelons.

## Descriptif
De jure, la république de Moldavie est divisée en :
- Six régions dont deux autonomes :

1. la Région capitale ou de Chișinău (Regiunea Capitalei ou Chișinău, divisée en 18 comune, capitale : Chișinău divisée en 5 sectoare) ;
2. la Région nord ou Haute-Moldavie (Regiunea Nord ou Țara de Sus, divisée en 11 raioane, capitale : Bălți) ;
3. la Région centre ou Moyenne-Moldavie (Regiunea Centru ou Țara de Mijloc, divisée en 13 raioane, capitale : Chișinău) ;
4. la Région sud ou Basse-Moldavie (Regiunea Sud ou Țara de Jos, divisée en 8 raioane, capitale : Bender (Tighina)) ;
5. les Unités territoriales autonomes de la rive gauche du Dniestr (Unitatea teritorială autonomă din stînga Nistrului, divisée en 5 rayoniï/raioane, capitale : Dubăsari) ;
6. la Région autonome non contiguë de Gagaouzie (divisée en 3 dolay/raioane, capitale : Comrat);

- soit en tout 40 arrondissements, en roumain raioane (officiel), en russe районы (rayony), en roumain courant ocoluri et en gagaouze dolaylar ;
- et 5 municipalités (Bălți, Chișinău, Comrat, Bender (Tighina) et Tiraspol).

Depuis la guerre du Dniestr de 1992, cette organisation de jure ne correspond qu'en partie au statut de facto et de plus, à la suite des réformes communistes des années 1998-2001, même les statuts de jure de ces arrondissements, municipalités et régions ne sont plus égaux, certaines était autonomes, d'autres non, certaines se superposant (la capitale étant à la fois une municipalité et un arrondissement), et les langues officielles étant elles aussi différentes (raioane ou ocoluri roumanophones, rayoniï russophones et dolay turcophones).
De facto, la république de Moldavie (33 843 km2) ne contrôle que 32 arrondissements et demi, plus la Gagaouzie soit un total de 29 680 km2 :
Les 32,5 raioane (arrondissements) sous contrôle du gouvernement sont :
- Anenii Noi
- Basarabeasca
- Briceni
- Cahul
- Cantemir
- Călărași
- Căușeni
- Chișinău (à la fois raion et municipalité)
- Cimișlia
- Criuleni
- Dondușeni
- Drochia
- la moitié ouest du Dubăsari
- Edineț
- Falești
- Florești
- Glodeni
- Hîncești
- Ialoveni
- Leova
- Nisporeni
- Ocnița
- Orhei
- Rezina
- Rîșcani
- Sîngerei
- Soroca
- Strășeni
- Șoldănești
- Ștefan Vodă
- Taraclia
- Telenești
- Ungheni

Deux municipalités : Bălți et Chișinău, sont aussi sous contrôle du gouvernement moldave.
La Gagaouzie est divisée en 3 dolay :
- Comrat (municipalité)
- Ceadîr-Lunga
- Vulcănești

Elle reconnaît l'autorité du gouvernement moldave, les lois et la monnaie du pays, mais se gouverne en fait elle-même.
Une surface de 4 163 km2 échappe au contrôle du gouvernement : c'est l'État autoproclamé séparatiste non reconnu de la république moldave du Dniestr, dit communément « Transnistrie », dont la capitale n'est pas Dubăsari mais Tiraspol, et qui contrôle 4,5 rayoniï et la municipalité de Tiraspol, soit 95 % de la région autonome de la rive gauche du Dniestr et en outre, la municipalité de Bender (Tighina) sur la rive droite ; de ce fait la capitale de facto de la région sud n'est pas Bender (Tighina) mais Cimișlia.
Les 4,5 rayoniï contrôlés par la république non reconnue de « Transnistrie » sont :
- Camenca
- la moitié est du Dubăsari
- Grigoriopol
- Rîbnița
- Slobozia.

Deux municipalités sont aussi sous contrôle de la république non reconnue de la Transnistrie :
- Bender (Tighina) sur la rive droite du Dniestr ;
- Tiraspol à l'est du fleuve, capitale de fait de cet état sécessionniste.

Lorsque le gouvernement moldave tente de se rapprocher de l'Union européenne et de la Roumanie, les représentants de la Transnistrie et de la Gagaouzie déclarent vouloir, comme la Crimée et la Novorussie d'Ukraine, rejoindre la fédération de Russie.

## Histoire
La principauté de Moldavie était divisée en comtés (ținuturi, équivalents aux județe valaques), formés d'arrondissements (ocoluri), eux-mêmes formés de paroisses (ienorii).
Sous l'administration de l’Empire russe, le gouvernement de Bessarabie était formé de huit ouïezds : Akkerman, Beltsy, Bendery, Izmaïl, Kichinev, Orgueïev, Soroki et Khotine.
Sous l’administration de la Roumanie, le pays était partagé en dix départements (județe) : Hotin, Soroca, Bălți, Iași (partie orientale), Orhei, Chișinău, Cahul, Tighina, Chilia et Cetatea Albă, formés d’arrondissements (plăși), eux-mêmes formés de communes (comune).
En août 1940, l’Union soviétique, partage le pays entre l'Ukraine et la Moldavie, et organise le territoire en arrondissements (raioane) formés de soviets ruraux (sovete sătești). À l’époque soviétique, le pays était divisé en 40 raions égaux en statut.
Après l’indépendance, en 1994, la loi no 306-XIII conserve l’organisation soviétique, à l’exception des soviets ruraux qui sont transformés en communes (Comună) : ces communes sont territorialement calquées sur les anciens soviets ruraux et non sur les communes pré-soviétiques.
En 1998 la loi no 191-XIV institue, sous la pression russe, une structure fédérale, les deux régions autonomes se réservant le droit de faire sécession au cas où le pays tenterait de s’unir à la Roumanie. La fédéralisation du pays a créé trois entités :
- Une entité roumanophone formée de 9 départements ou județe (avec les chefs-lieux entre parenthèses) :

1. Bălți (Bălți) ;
2. Cahul (Cahul) ;
3. Chișinău (Chișinău) ;
4. Edineț (Edineț) ;
5. Lăpușna (Hîncești) ;
6. Orhei (Orhei) ;
7. Soroca (Soroca) ;
8. Tighina (chef-lieu à Căușeni, Tighina étant sous contrôle de la république non reconnue de Transnistrie ;
9. Ungheni (Ungheni).

- Une entité russophone : la Transnistrie de droit, qui n'a pas empêché la Transnistrie de fait de continuer à contrôler 95 % de ce territoire (capitale : Dubăsari de jure, Tiraspol de facto).
- Une entité trilingue romanophone, russophone et turcophone : l’Unité territoriale autonome de Gagaouzie ou U.T.A.G.  (Comrat).

Cette loi visait à faire entrer les Gagaouzes et les russophones dans le giron du gouvernement : elle atteint son objectif en Gagaouzie, mais non en « Transnistrie » qui, à l’exception de quelques communes proches de Dubăsari, continue à refuser le statut d’autonomie proposé, à se revendiquer indépendante et à occuper la municipalité de Tighina.
Le retour des communistes au pouvoir se traduit le 27 décembre 2001 par la loi no 764-XV qui annule les județe mais conserve la dénomination de communes acquise en 1994 par les soviets ruraux, ainsi que la région autonome de Gagaouzie reconnue en 1998. Avec les modifications du 24 avril 2008, cette loi institue en outre les 37 arrondissements et 5 municipalités actuelles. Bien qu’également dirigée par des communistes, la « Transnistrie », auto-proclamée, refuse aussi cette loi, et continue à exercer un contrôle exclusif sur 4,5 des 40 arrondissements et 2 des 5 municipalités, à l’exception des quelques communes du raion de Dubăsari qui avaient choisi en 1998 l’obédience gouvernementale.

Évolution des subdivisions
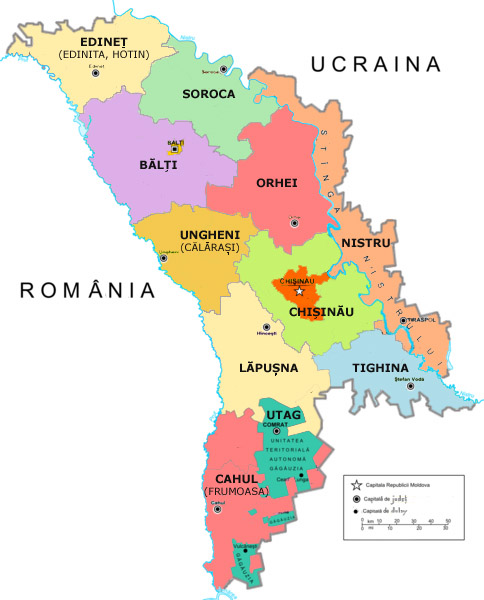
Anciens județe de la république de Moldavie (1998-2001)
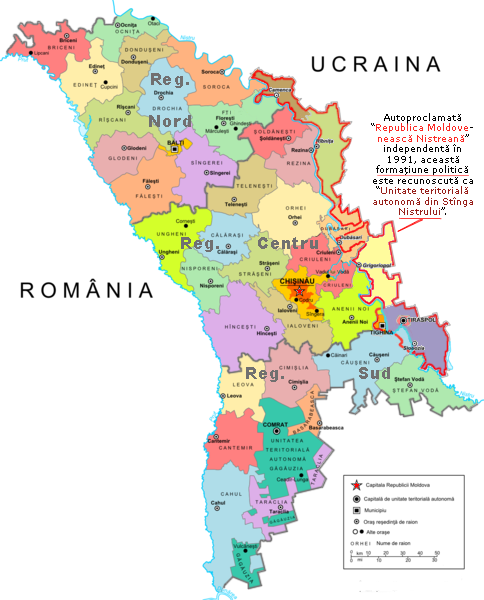
L'administration de facto de la Moldavie. Entourée de rouge, la « Transnistrie », dont le contrôle ne correspond pas entièrement à l’« Unité territoriale autonome de la rive gauche du Dniestr » reconnue de jure par le gouvernement moldave et par la communauté internationale.
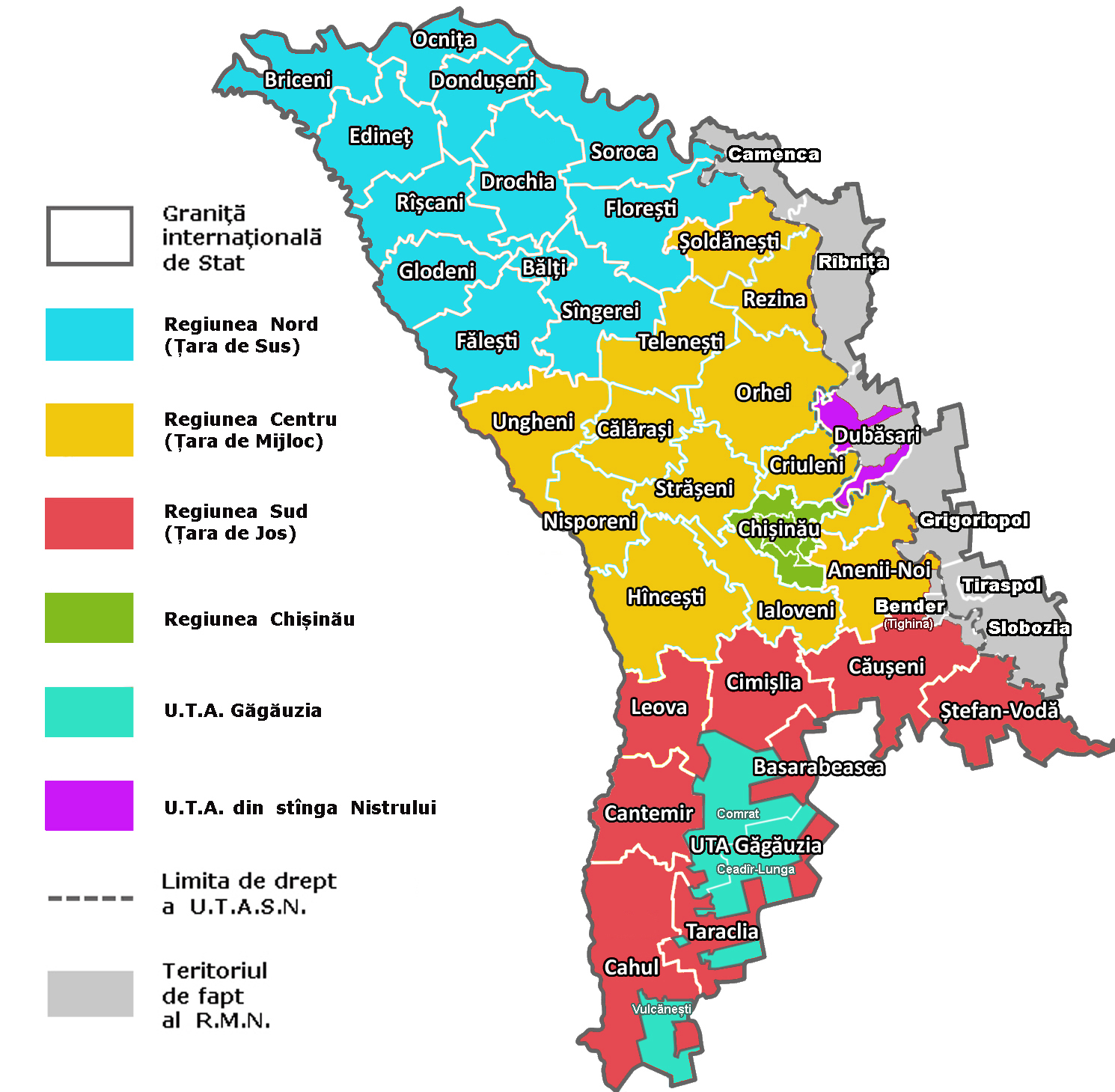
Les six régions de la Moldavie : en bleu, jaune et rouge les trois régions Nord, Centre et Sud (aussi dites Țara de Sus, Țara de Mijloc et Țara de Jos soit Haut-pays, Moyen-pays et Bas-pays) ; en vert Chișinău, en bleu-vert la Gagaouzie et en violet la Transnistrie de droit ; en gris la Transnistrie de fait.